# Marthaquelle
Koordinaten: 49° 8′ 54,5″ N, 7° 59′ 49,1″ O
Die Marthaquelle – alternativ Martha-Quelle geschrieben – ist eine gefasste Quelle im Pfälzerwald.

## Lage
Die Quelle liegt im Nordwesten der Gemarkung der Ortsgemeinde Klingenmünster innerhalb des Wasgaus abseits von deren Siedlungsgebiet an der Südostflanke des Treutelsberg. Weiter südlich verläuft das Tal des Klingbachs mit der Landesstraße 493. Südöstlich liegt die Burg Landeck. Weiter östlich befinden sich das Waldschlössel sowie das Pfalzklinikum für Psychiatrie und Neurologie und weiter nördlich der Heidenschuh.

## Beschaffenheit
Die Marthaquelle ist in eine kleine Anlage eingebunden. Das Wasser fließt aus einer Röhre, die in einen Sandsteinblock gefasst ist. Etwas oberhalb von ihr steht ein Sandsteinfindling, auf dem sich eine Platte befindet, die die Aufschrift „Martha-Quelle“ trägt.

## Tourismus
An der Quelle verlaufen ein von Bad Münster am Stein bis nach Sankt Germanshof führender Wanderweg, der mit einem weiß-blauen Balken markiert ist und der Quellenweg Klingenmünster.

## Geschichte
Die Marthaquelle diente einst der Wasserversorgung für das nahe Waldschlössel. Sie wurde um 1890 gefasst.
Ihren Namen erhielt sie von Martha Maria Johanna Sophie Karrer (1874–1887); sie war die älteste Tochter von Ferdinand Karrer, der von 1883 bis 1916 Direktor der damaligen Kreis-Irrenanstalt Klingenmünster war. Ihre Gesundheit war zeit ihres Lebens labil. Um ihr zu gedenken, ließen ihre Eltern zwei Quellen fassen, darunter jene Marthaquelle.